# Філіпс (стадіон)
Фі́ліпс Ста́діон (нід. Philips Stadion) — футбольний стадіон на 35 199 місць у місті Ейндговен, Нідерланди. Домашня арена футбольного клубу ПСВ Ейндговен. Відкрита 31 серпня 1913 року арена також використовується національною збірною Нідерландів з футболу. Споруда знаходиться у районі Філіпсдорп (нід. Philipsdorp — укр. селище «Філіпс»), який належить міському округу Стрейп, що недалеко від центру Ейндговена. За рейтингом УЄФА стадіон має чотири зірки.
Одразу після відкриття стадіон мав 300 місць. Після реконструкції у 1941 році ємність значно зросла і склала 18 000 глядачів. В останні дні Другої світової війни у руїнах стояв майже весь Ейндговен, у тому числі стадіон. Після проведення капітального ремонту у 1958 році, Філіпс Стадіон отримав 22 000 сидячих місць. Подальше збільшення Північної трибуни (1995 рік) та побудова кутових секторів (2000 та 2002 роки) забезпечили сучасну кількість місць. Є плани збільшити ємність стадіону до 45 000 чоловік.
Іноді на стадіоні грає збірна Нідерландів. Перший матч за її участі на стадіоні відбувся 17 листопада 1971 року: кваліфікаційна зустріч до чемпіонату Європи з футболу 1972 року між Нідерландами та Люксембургом, яка завершилася повним розгромом останніх — 8:0. Офіційний рекорд відвідуваності (34 700 глядачів) встановлено 23 жовтня 2005 року у матчі Ередивізі між амстердамським «Аяксом» та «ПСВ».
Стадіон приймав матчі чемпіонату Європи 2000 року у Нідерландах та Бельгії. Завдяки своєму статусу може приймати фінал Кубку УЄФА. У 2006 році у матчі за цей трофей зустрілися «Севілья» та «Мідлсбро», у якому сильнішими виявилися іспанці 4:0.
Улітку 2005 року рада директорів ПСВ постановила замінити високі решітки навколо поля на 90-сантиметрову огорожу, що відділяє глядачів від газону. Штраф за вихід на поле становить 15 000 євро та десятирічна заборона відвідувати стадіон.

## Цікаві факти
На стадіоні є місце (сектор D, ряд 22, місце 43), що завжди пустує. Це місце займав колишній директор компанії «Філіпс» Фріц Філіпс в останні роки свого життя. Він відмовився від усіляких привілей і дивився футбол зі звичайними вболівальниками. Уже після смерті Філіпса у 2005 році у віці 100 років, керівництво клубу вирішило закріпити це місце за ним навічно.